# Manuel Gerardo Donoso Donoso
Manuel Gerardo Donoso Donoso SSCC (* 16. Oktober 1936 in Santiago de Chile) ist ein chilenischer Ordensgeistlicher und emeritierter römisch-katholischer Erzbischof von La Serena.

## Leben
Manuel Gerardo Donoso Donoso trat der Ordensgemeinschaft der Arnsteiner Patres bei und empfing am 23. September 1961 die Priesterweihe. 
Papst Johannes Paul II. ernannte ihn am 28. Juni 1996 zum Weihbischof in La Serena und Titularbischof von Elo. Der Erzbischof von Santiago de Chile, Carlos Kardinal Oviedo Cavada OdeM, spendete ihm am 10. August desselben Jahres die Bischofsweihe; Mitkonsekratoren waren Francisco José Cox Huneeus, Erzbischof von La Serena, und Francisco Javier Prado Aránguiz SSCC, Bischof von Rancagua. Als Wahlspruch wählte er He Admirado Tu Obra, Señor.
Am 16. April 1997 ernannte Papst Johannes Paul II. Donoso zum Erzbischof von La Serena. Papst Franziskus nahm am 14. Dezember 2013 seinen altersbedingten Rücktritt an.